# Brits-parlementaire debatvorm
De Brits-parlementaire debatvorm, vaak afgekort tot BP, is een van de meest voorkomende debatvormen in het wedstrijddebatteren. De BP-vorm is vooral populair in de Angelsaksische wereld en geldt als de officiële debatvorm voor onder andere het EK debatteren voor universiteiten en het WK debatteren voor universiteiten. Aan een BP-debat doen vier teams bestaande uit twee personen mee, toespraken duren meestal vijf of zeven minuten.

## Spreekvolgorde
In een BP-debat doen vier teams mee. Twee van deze teams behoren tot de regering (zij zijn voorstanders van een vooraf bekendgemaakte stelling) en twee teams tot de oppositie (zij zijn tegenstanders van deze stelling). Elk van de acht debaters houdt één toespraak en alle sprekers krijgen hierbij evenveel spreektijd, meestal vijf of zeven minuten. De sprekers en teams worden als volgt aangeduid:
1. Eerste Regering (eerste voorstandersteam)
  1. Minister-president
  2. Viceminister-president
2. Eerste Oppositie (eerste tegenstandersteam)
  1. Leider van de Oppositie
  2. Vice-oppositieleider
3. Tweede Regering (tweede voorstandersteam)
  1. Lid van de Regering
  2. Regeringswhip
4. Tweede Oppositie (tweede tegenstandersteam)
  1. Lid van de oppositie
  2. Oppositiewhip

In het debat houden de regering en de oppositie om de beurt een toespraak. De spreekvolgorde is als volgt:
1. Minister-president
2. Leider van de Oppositie
3. Viceminister-president
4. Vice-oppositieleider
5. Lid van de Regering
6. Lid van de oppositie
7. Regeringswhip
8. Oppositiewhip

## Rollen
In een BP-debat bestaat wat betreft rolverwachtingen een duidelijk verschil tussen de eerste helft van het debat (eerste regering en eerste oppositie) en de tweede helft van het debat (tweede regering en tweede oppositie). In het algemeen kan gezegd worden dat van de teams in het begin van het debat relatief veel (relevante) argumentatie verwacht wordt en van de teams later in het debat relatief veel (relevante) analyse. Teams die aan dezelfde kant van het debat zitten (bijvoorbeeld eerste en tweede regering) moeten proberen zich zo goed mogelijk van het andere team te onderscheiden, hierbij mogen ze het andere team echter onder geen beding tegenspreken.

### Eerste helft van het debat
De eerste regering en eerste oppositie hebben de volgende taken:
- Het exacte onderwerp voor het debat bepalen;
- De belangrijkste argumenten voor de regering/oppositie brengen;
- Argumentatie van het andere team in de eerste helft van het debat weerleggen.

Wat betreft het bepalen van het exacte onderwerp (de definitie): een debat gaat nooit precies over de stelling, in plaats daarvan geeft de eerste spreker van de voorstanders (de minister-president) een interpretatie van deze stelling en deze interpretatie is waar het debat verder over gaat. Dat zal meestal betekenen dat er een beleidsmaatregel in de geest van de stelling als definitie komt, maar een definitie als ".... is een goed principe" kan ook voorkomen. Zolang deze definitie van de minister-president niet aantoonbaar onredelijk is moeten alle andere sprekers in het debat de definitie accepteren als het onderwerp van het debat.

### Tweede helft van het debat
De tweede regering en tweede oppositie hebben de volgende taken:
- De argumentatie van de teams in de eerste helft van het debat uitbreiden met een "extensie": een nieuwe relevante lijn van argumentatie of analyse;
- Argumentatie van het tegenstandersteam uit de eerste helft van het debat weerleggen, als dat nog niet gedaan is;
- De argumentatie van het andere team in de tweede helft van het debat weerleggen;
- Een samenvatting van het debat geven waaruit blijkt dat hun kant van het debat de betere argumenten had.

Hierbij moet de extensie gebracht worden door het lid van de regering/oppositie en moeten de beide whips een samenvatting van het debat geven waaruit blijkt dat hun team de beste argumenten had. In deze samenvattingstoespraken mogen geen nieuwe argumenten meer ingebracht worden.

### Interrupties
In BP-debatten wordt daarnaast van alle sprekers verwacht dat ze interrupties (ook wel "punten van informatie" genoemd) aanbieden tijdens de toespraken van de vier sprekers aan de andere kant van het debat. Hierdoor kunnen eerste regering/oppositie ook in de tweede helft van het debat nog meedoen en krijgen tweede regering/oppositie de kans om hun argumenten vroeg in het debat al in te brengen. Interrupties mogen aangeboden worden na de eerste minuut van een toespraak en voor de laatste minuut. Wanneer een debater een interruptie aanbiedt is het aan de spreker om te bepalen of deze interruptie toegestaan wordt. De spreker moet hier zelf een balans weten te vinden: te veel interrupties (twee à drie wordt beschouwd als een soort maximum) of te weinig interrupties (geen interrupties) aannemen wordt door jury's bestraft.
Amerikaans-parlementair (AP) · Brits-parlementair (BP) · eloquentia · lagerhuisvorm · beleidsdebat · triasdebat · Australisch-Aziatisch